# Carlos María de la Torre y Navacerrada
Carlos María de la Torre y Navacerrada   (Sevilla, 1809 - Madrid, 8 de desembre de 1879) fou un militar espanyol, capità general de València i governador colonial de les Filipines durant el sexenni democràtic.
De família benestant, va ingressar a l'exèrcit en 1816 i en 1826 fou ascendit a tinent de la Guàrdia Reial. Va participar en la primera guerra carlina i lluità a Olazagutia, Bilbao, Amurrio i Mendigorria. Ascendí a comandant per mèrits de guerra i rep la creu de Sant Ferran. En 1843 és ascendit a coronel i col·labora amb el duc d'Ahumada en la creació de la Guàrdia Civil, amb la que participarà en sufocar les revoltes de 1848. Després és ascendit a brigadier i destinat a Conca.
Posteriorment va militar en el Partit Progressista de Práxedes Mateo Sagasta. Per aquest motiu en 1857 fou traslladat forçosament a Vitòria, d'on marxà a França. Tanmateix, gràcies a la influència de Joan Prim i Prats, tornà a Espanya per lluitar a la Guerra d'Àfrica, participant en la batalla de Wad-Ras. En 1866 és detingut a Badajoz acusat d'haver ajudat Joan Prim a organitzar la revolta de Villarejo de Salvanés. Bandejat a Pozorrubio (Conca), escapa cap a França on participa en les conspiracions contra Isabel II d'Espanya.
Després del triomf de la revolució de 1868 torna a l'exèrcit i és ascendit a tinent general. De 1868 a 1869 fou capità general de València i de 1869 a 1871 fou governador de les Filipines, on va intentar imposar les reformes liberals del sexenni democràtic. Va imposar la secularització de les institucions d'ensenyament mitjançant els decrets de novembre de 1870, però la forta resistència de les influents ordes de frares de les illes li van impedir portar-la a la pràctica. Durant el seu mandat també es va crear a Madrid el Consell de les Filipines, institució formada per antics funcionaris de la colònia, es va reformar la composició de la Reial Audiència de Manila i va organitzar la Guàrdia Civil, integrada per quatre mil natius filipins al comandament d'oficials espanyols, alhora que va plantejar la liberalització del monopoli del tabac, reforma que tampoc va arribar a realitzar-se per l'oposició dels forts interessos econòmics implicats.
Sempre va manifestar el seu suport al fet que les Filipines anessin considerada una província més d'Espanya, amb tots els drets i deures inherents a tal situació, a la qual caldria atribuir un major autogovern local a causa de la llunyania geogràfica existent entre Espanya i les Filipines, una posició compartida amb la classe il·lustrada filipina.
Malgrat el seu tarannà liberal, va haver de fer marxa enrere pel que fa a la concessió de drets polítics al poble filipí, tement que s'estengués a l'arxipèlag la forta agitació que s'estava vivint en la Península i sobretot tenint en compte l'exemple cubà. Així, i en contra del proclamat pel govern espanyol, aquest governador es va justificar que “seria gairebé criminal implantar els principis de la revolució […] perquè els filipins ni entenen ni volen saber res de llibertats polítiques”. Amb l'arribada d'Amadeu de Savoia al llavors vacant tron espanyol va ser rellevat del càrrec, sent substituït per Rafael Izquierdo y Gutiérrez (4 d'abril de 1871), qui així que va arribar va començar a derogar les mesures liberals que De la Torre havia aconseguit introduir en l'arxipèlag.